# ニューギン
株式会社ニューギン（英: Newgin.co.ltd）は、日本の愛知県名古屋市中村区に本社を置くパチンコ・パチスロメーカー。
研究開発部は名古屋市中村区烏森町と東京都中央区日本橋茅場町。キャッチフレーズは「あそびにマジメ」。
本項ではグループ各社を統括する持株会社である株式会社ニューギンホールディングスについても記述する。

## 特徴
2002年ごろから新機種リリースのペースがアップし、2006年は過去最多の14機種がリリースされた。
2007年にはパチスロに参入した。（パチンコメーカーの参入としては遅い方である。）
2004年頃の機種では、タッチセンサーにより無駄なリーチ演出が省ける「スキップ機能」を搭載して話題となったが、その直後に搭載が禁止されたこともあり、それ以降の機種ではチャンスボタン代わりとしてのタッチセンサーが搭載されていた。なお現在の機種ではタッチセンサーは廃止され、通常のチャンスボタンが搭載されている。
潜伏確変や小当りを併用しつつ、潜伏確変の期待感を煽る「モード移行システム」を積極的に導入。「CR花の慶次」の大ヒットで、大手メーカーの一角に登り詰めると共に、モード移行システムはパチンコ業界全体に広まった。
芸能人とのタイアップ機において、タイアップした芸能人とは関連性の薄い世界観と組み合わせた機種を複数リリースしている。（例：CRアン・ルイスと魔法の王国、CR天童よしみの平安浪漫。）
ニューギンのパチンコ台には伝統的に7セグによる「賞球残数」カウンターが台右下に搭載されており、玉詰まりしているかどうかなどが判別しやすくなっている。
メーカー直営のホールとして名古屋市中川区に「パーラーニューギン」、愛知県津島市に「パーラーEX」の2店舗を置く。
開発部署が東京と名古屋の二か所にわかれている。
2020年1月1日付でニューギンホールディングスを中心とする持株会社体制へ移行。
2021年、コロナ対策として玄関口に自動検温センサーを設置。

## マスコットキャラクター
マスコットキャラクターは「すももちゃん」（本名：春花すもも）。
初登場は1995年発表の「ミルキーバー」で、後継の「CRワイドミルキー」「CRハイパーミルキー」にも登場している。
この他、「CR超海」「CR超激海」「CR海底少年マリン」「CR快獣ブースカ・サバンナ編」にもメインキャラクターとして出演している。

## パチンコ機種

### 旧要件機（主要機種）
- 1989年 - エキサイト麻雀3、ポップアート、フラッシュマン5、エキサイトキングV
- 1990年 - さめざんす、エキサイトワープ
- 1991年 - V-ツイン2、ダンシング金ちゃん、サンフラワー
- 1992年 - カーニバル
- 1993年 - エキサイトジャック、テキーラ
- 1994年 - CRエキサイトロイヤル（初のCR機）、キューティーバニー、セブンショック
- 1995年 - ミルキーバー、エキサイトクリスタル
- 1996年 - CRフリークエント7
- 1997年 - CR大江戸日記
- 1999年 - CRゴジラ、CRなにわのシンデレラ
- 2000年 - CREXジャック2000、CRパロディウスだ
- 2001年 - CR筋肉番付、CRスーパーEX麻雀
- 2002年 - CRデビルマン、CR西部警察、ワニざんす
- 2003年 - CRサイボーグ009、CRコブラ、CRワイドミルキー
- 2004年 - CRおめでとうございまーす、CR超海、CRがんばれ!!ロボコン、CRGO!GO!郷

### 2004年改正規則準拠機
| 機種名                                 | 発売年月   | 備考                                                                                                |
| -------------------------------------- | ---------- | --------------------------------------------------------------------------------------------------- |
| CR天童よしみ                           | 2005年1月  | 初の新基準機                                                                                        |
| CRチャンピオンフィッシング             | 2005年2月  | |
| CRデンセンマン                         | 2005年5月  | |
| CR超激海                               | 2005年6月  | |
| CR西部警察II                           | 2005年6月  | |
| CR妖怪大戦争                           | 2005年7月  | |
| CR武豊                                 | 2005年8月  | |
| CRせんだみつおの本日ナハナハ大開店!    | 2005年9月  | |
| CRじゃぶじゃぶビート                   | 2005年10月 | 初の甘デジスペック発売                                                                              |
| CR未来少年コナン                       | 2005年10月 | |
| CR太陽にほえろ!                        | 2005年11月 | 「CR西部警察シリーズ」と異なり、実写映像は一切使われなかった                                        |
| CR四季爛漫                             | 2005年12月 | |
| CR女ねずみ小僧ただいま参上!            | 2006年2月  | 液晶演出を製作したKPEによって2007年にパチスロ化                                                     |
| CRワンダフルポリス                     | 2006年3月  | 直撃大当たり搭載の羽根モノタイプ                                                                    |
| CRコント55号                           | 2006年3月  | |
| CRマイケル・ジャクソン                 | 2006年4月  | |
| CR極上パロディウス                     | 2006年5月  | 新枠「煌」初採用                                                                                    |
| CR新 影の軍団                          | 2006年6月  | CMには千葉真一を起用                                                                                |
| CR新大江戸日記                         | 2006年7月  | 潜伏確変を初搭載                                                                                    |
| チューリップ8                          | 2006年7月  | 普通機                                                                                              |
| CR信長の野望                           | 2006年8月  | 2008年に別スペック版を発売                                                                          |
| CRウルトラQ                            | 2006年9月  | 直撃大当たり搭載の羽根モノタイプ                                                                    |
| CR海底少年マリン                       | 2006年10月 | 同名アニメとのタイアップ機としているが、超海シリーズの後継である。 主人公のマリンはプレミアキャラ。 |
| CR島耕作                               | 2006年11月 | 新枠「グレイススタイル」初採用                                                                      |
| おさかなちゅー                         | 2006年12月 | 普通電役タイプ（電動チューリップ搭載の普通機）                                                      |
| CRハイパーミルキー                     | 2007年1月  | |
| CRドロロンえん魔くん                   | 2007年2月  | 8個保留・独立抽選                                                                                   |
| CR泉谷しげるの「座頭市物語」           | 2007年3月  | |
| CRAクロムセブン                        | 2007年4月  | 甘デジ専用機種。大当たり図柄と時短回数がリンク                                                      |
| CR快獣ブースカ・サバンナ編             | 2007年6月  | 同名特撮テレビドラマとのタイアップ機としているが、超海シリーズの後継である。                        |
| CR花の慶次                             | 2007年7月  | バトルスペック                                                                                      |
| CRAひらけ!ゴマーヤ                     | 2007年7月  | 羽根モノタイプ                                                                                      |
| CR嘉門達夫のたのしい昔話               | 2007年8月  | |
| Aトーテムポール                        | 2007年9月  | 普通機                                                                                              |
| CRアン・ルイスと魔法の王国             | 2007年9月  | |
| CRおさかなアイランド                   | 2007年10月 | |
| Aネオエキサイトジャック                | 2007年11月 | 甘デジ専用機種                                                                                      |
| CRガッツ石松の最驚伝説                 | 2008年1月  | |
| CR GO!GO!郷 セカンドステージ           | 2008年2月  | |
| CR特命係長 只野仁                      | 2008年3月  | |
| CRバリ南国                             | 2008年4月  | 一般電役。攻略法などの理由で自主回収となった。                                                      |
| CR新野生の王国                         | 2008年5月  | |
| CRコブラ〜終わりなき劇闘〜             | 2008年5月  | バトライズスペック第一弾                                                                            |
| CR華麗なる小林幸子の世界               | 2008年7月  | 新枠「KAZE」初採用                                                                                  |
| CR新EX麻雀                             | 2008年9月  | バトルスペック                                                                                      |
| CRA剣客列伝                            | 2008年10月 | 甘デジ専用機種                                                                                      |
| CR天童よしみの平安浪漫                 | 2009年1月  | 同社初の保留先読み機能搭載                                                                          |
| CR花の慶次〜斬                         | 2009年3月  | バトルスペック                                                                                      |
| CRデビルマン〜悪魔聖戦〜               | 2009年4月  | 内規改定後初の新バトルスペック                                                                      |
| CRおれは男だ!                          | 2009年5月  | |
| CRサイボーグ009〜未知なる加速へ〜      | 2009年7月  | |
| CRデビルマン倶楽部2                    | 2009年8月  | |
| CR新サーキットの狼                     | 2009年11月 | |
| CR新大江戸日記〜月夜に咲く華〜         | 2009年11月 | |
| CRヤマト戦記                           | 2010年2月  | |
| CR花の慶次〜愛                         | 2010年3月  | バトルスペック                                                                                      |
| CR三國志〜乱世に生きる英雄〜           | 2010年4月  | |
| CR川島なお美の大奥百花繚乱             | 2010年5月  | |
| CR竹内力のムラマサ                     | 2010年6月  | バトルスペック                                                                                      |
| CRAさくらももこ劇場コジコジ            | 2010年7月  | 甘デジ専用機種                                                                                      |
| CR GODZILLA〜破壊神降臨〜              | 2010年7月  | バトルスペック                                                                                      |
| CRジャンボRUSH                         | 2010年9月  | |
| CR戦国武将列伝 伊達政宗                | 2010年11月 | |
| CRスター錦野捕り物帳                   | 2010年12月 | |
| CR座頭市物語II                         | 2011年1月  | 「CR泉谷しげるの座頭市物語」の後継機、ただし座頭市役は勝新太郎に変更                                |
| CR未来少年コナン〜愛と勇気と冒険と〜   | 2011年2月  | |
| CR一世風靡セピア〜前略、道の上より〜   | 2011年3月  | |
| CR佐武と市捕物控                       | 2011年6月  | |
| CR西部警察III                          | 2011年7月  | |
| CR野生の王国SUN                        | 2011年8月  | |
| CR花の慶次〜焔                         | 2011年9月  | バトルスペック、新枠「轟」初採用                                                                    |
| CR TRIGUN                              | 2011年10月 | |
| CR柳生一族の陰謀                       | 2011年12月 | |
| CRサイボーグ009〜絆〜                  | 2012年1月  | |
| CRくるくるぱちんこダルマッシュ         | 2012年2月  | |
| CR長七郎江戸日記                       | 2012年3月  | |
| CR GO!GO!郷3 THIRD REVOLUTION          | 2012年5月  | |
| CR眠狂四郎                             | 2012年6月  | |
| CRコブラ3 -新たなる出発                | 2012年7月  | 新ブランドEXCITEの1号機。新内規対応                                                                 |
| CRくるくるぱちんこゴールドダルマッシュ | 2012年10月 | |
| CR影の軍団〜疾風驀進〜                 | 2012年10月 | EXCITEブランド                                                                                      |
| CR花の慶次〜漢                         | 2012年12月 | バトルスペック、新枠「暁」初採用                                                                    |
| CR神音の森                             | 2013年1月  | 森進一とのタイアップ、轟枠                                                                          |
| CRAデビルマン倶楽部                    | 2013年2月  | 羽根モノ、轟枠                                                                                      |
| CR楽園むすめ                           | 2013年3月  | 轟枠                                                                                                |
| CR美夏美華                             | 2013年5月  | |
| CRくるくるぱちんこ 新EX麻雀2           | 2013年7月  | 轟枠                                                                                                |
| CR Gレーサー                           | 2013年9月  | 轟                                                                                                  |
| CR花の慶次SP〜琉                       | 2013年12月 | シリーズ初のミドルスペック                                                                          |
| CRトラック野郎                         | 2014年1月  | |
| CRくるくるぱちんこ GOGOピエロ          | 2014年2月  | 轟枠                                                                                                |
| CRくるてん!魔神どむ                    | 2014年3月  | EXCITEブランド                                                                                      |
| CR天誅                                 | 2014年3月  | EXCITEブランド                                                                                      |
| CR信長の野望 天下創世〜弐之陣〜        | 2014年4月  | EXCITEブランド                                                                                      |
| CRコブラTHEドラム                      | 2014年5月  | |
| CR丹下左膳                             | 2014年6月  | 2004年のテレビドラマ版（中村獅童主演）を使用                                                        |
| CRサムライスピリッツ                   | 2014年9月  | EXCITEブランド                                                                                      |
| CR特命係長 只野仁                      | 2014年11月 | EXCITEブランド                                                                                      |
| CR 009 RE:CYBORG                       | 2014年12月 | 突破型高継続タイプ                                                                                  |
| CR真・花の慶次                         | 2015年1月  | 新枠「魁」初採用、天運ボタンなどの予告を搭載                                                        |
| CR大奥〜繚乱の花戦〜                   | 2015年2月  | 暁枠                                                                                                |
| CRデビルマン 覚醒                      | 2015年4月  | EXCITEブランド、新枠「Lucifer」初採用                                                               |
| CRドラムロイド                         | 2015年5月  | 暁枠                                                                                                |
| CR三國志〜英雄集結〜                   | 2015年6月  | 暁枠                                                                                                |
| CR APPLESEED                           | 2015年7月  | EXCITEブランド                                                                                      |
| CR義風堂々!!〜兼次と慶次〜             | 2015年9月  | |
| CRグラップラー刃牙                     | 2015年10月 | |
| CRセンゴク                             | 2015年11月 | EXCITEブランド、突破型高継続タイプ                                                                  |
| CRAワニざんす                          | 2015年12月 | 羽根モノ                                                                                            |

### 2016年内規準拠機
| 機種名                               | 発売年月   | 備考                                           |
| ------------------------------------ | ---------- | ---------------------------------------------- |
| CRじゃぶじゃぶビート WORLD TOUR      | 2016年1月  | 突破型高継続タイプ                             |
| CRテイルズ オブ デスティニー         | 2016年2月  | EXCITEブランド                                 |
| CR BASTARD!! -暗黒の破壊神-          | 2016年4月  | 突破型高継続タイプ、新型バトライズスペック     |
| CRそれゆけ!野生の王国                | 2016年5月  |                                                |
| CRぱちんこ真田純勇士Victory          | 2016年7月  |                                                |
| CR東京チアチアパーティー             | 2016年8月  | 新型歌パチ第1弾                                |
| CRエキサイトジャック                 | 2016年9月  |                                                |
| CR花の慶次X〜雲のかなたに〜          | 2016年11月 | 新枠「ReLf」初採用                             |
| CRAわくわくカーニバル                | 2017年3月  | 一般電役、魁枠                                 |
| CRコブラ -追憶のシンフォニア-        | 2017年4月  | 魁枠、新•バトルスペック、新•保留先読み機能搭載 |
| CRキューティーハニー                 | 2017年5月  | 魁枠                                           |
| CR中川翔子〜アニソンは世界をつなぐ〜 | 2017年7月  | 魁枠、新型歌パチ第2弾                          |
| CR真・花の慶次2                      | 2017年12月 |                                                |
| CRサイボーグ009VSデビルマン          | 2018年3月  |                                                |
| CRA大江戸学園〜神〜                  | 2018年4月  | 甘デジ専用一種二種混合機、魁枠                 |
| CRAさくらももこ劇場コジコジ2         | 2018年5月  | 甘デジ専用機種、魁枠                           |
| CR STEINS;GATE                       | 2018年6月  |                                                |
| CR信長の野望-創造-                   | 2018年10月 |                                                |
| CR真・怪獣王ゴジラ                   | 2018年11月 |                                                |
| CR未来日記                           | 2018年12月 | 一種二種混合機、魁枠                           |
| CRサイボーグ009 CALL OF JUSTICE      | 2019年2月  |                                                |

### 2018年改正規則準拠機
| 機種名                                     | 発売年月   | 備考                                                                       |
| ------------------------------------------ | ---------- | -------------------------------------------------------------------------- |
| PAミルキーバー                             | 2018年9月  | 3段階・6段階設定の2スペック、魁枠                                          |
| Pサイボーグ009VSデビルマン 119ver.         | 2018年10月 |                                                                            |
| PAさくらももこ劇場コジコジ2                | 2019年1月  | 4段階・6段階設定の2スペック、魁枠                                          |
| P美夏美華パラダイス                        | 2019年3月  | 6段階設定                                                                  |
| P EXゼウス                                 | 2019年4月  |                                                                            |
| Pゾンビリーバボー〜絶叫〜                  | 2019年5月  | 設定非搭載（2種）・6段階設定の3スペック                                    |
| Pうる星やつら                              | 2019年6月  |                                                                            |
| Pぶいぶい!ゴジラ かいじゅう大集合!!        | 2019年9月  |                                                                            |
| P義風堂々!!〜兼次と慶次〜2                 | 2019年10月 |                                                                            |
| Pガラスの仮面                              | 2020年1月  |                                                                            |
| P花の慶次〜蓮〜                            | 2020年2月  | 新枠「黒船」をベースにした専用枠「天槍」採用、ライトミドルのみ遊タイム搭載 |
| P炎のドラム魂                              | 2020年3月  | 6段階設定                                                                  |
| P戦国BASARA                                | 2020年4月  |                                                                            |
| PAガラスの仮面N-K1                         | 2020年7月  |                                                                            |
| Pダンガンロンパ                            | 2020年8月  |                                                                            |
| Pぱちんこ乗物娘 with CYBERJAPAN DANCERS    | 2020年11月 |                                                                            |
| P野生の王国GO                              | 2021年2月  | 遊タイム搭載(M-T TY800のみ)                                                |
| Pガールフレンド（仮）                      | 2021年4月  | 遊タイム搭載                                                               |
| Pベルセルク無双                            | 2021年5月  |                                                                            |
| Pビビッドレッドオペレーション              | 2021年6月  | 遊タイム搭載                                                               |
| Pあぶない刑事                              | 2021年8月  | 遊タイム搭載                                                               |
| Pデビルマン〜疾風迅雷〜                    | 2021年9月  | 遊タイム搭載                                                               |
| P009 RE:CYBORG ACCELERATOR EDITION         | 2021年11月 |                                                                            |
| P真・花の慶次3                             | 2022年1月  | [ 4 ]                                                                      |
| P野生の王国〜どらむサファリ〜              | 2022年3月  | 遊タイム搭載                                                               |
| Pはぐれ刑事純情派                          | 2022年5月  | 遊タイム搭載                                                               |
| Pあぶない刑事129ver.                       | 2022年6月  |                                                                            |
| Pだるまっしゅ2                             | 2022年7月  | c時短搭載                                                                  |
| P真・怪獣王ゴジラ2                         | 2022年8月  | 『シン・ゴジラ』の映像も搭載                                               |
| Pワンパンマン                              | 2022年11月 | [ 9 ]                                                                      |
| Pもっとあぶない刑事                        | 2022年12月 | Pあぶない刑事の兄弟機                                                      |
| P真・花の慶次3 黄金一閃                    | 2023年1月  |                                                                            |
| P GO!GO!郷 comeback stage                  | 2023年3月  |                                                                            |
| PA真・怪獣王ゴジラ2                        | 2023年5月  |                                                                            |
| Pベルセルク無双 冥府魔道ver.               | 2023年6月  |                                                                            |
| P覇穹 封神演義                             | 2023年11月 |                                                                            |
| (P/e)CYBORG 009 RULE OF SACRIFICE          | 2024年1月  | P機・スマパチの2スペック                                                   |
| P異世界魔王と召喚少女の奴隷魔術            | 2024年2月  |                                                                            |
| P真・座頭市物語                            | 2024年3月  | 二種タイプ、ラッキートリガー搭載                                           |
| P GO!GO!郷 革命の5                         | 2024年5月  | ラッキートリガー搭載                                                       |
| Pうる星やつら～Eternal Love Song～         | 2024年6月  | 二種タイプ、ラッキートリガー搭載                                           |
| (P/e)花の慶次～傾奇一転                    | 2024年7月  | スマパチ・P機の2スペック、二種タイプ、ラッキートリガー搭載                 |
| eキョンシー                                | 2024年9月  | スマパチ、C時短搭載                                                        |
| P銀河英雄伝説 Die Neue These               | 2024年11月 |                                                                            |
| Pシュタインズ・ゲート ゼロ                 | 2024年12月 | ラッキートリガー搭載、特図1に二種当たりあり                                |
| Pデビルマン THE FINAL                      | 2025年2月  | ラッキートリガー搭載                                                       |
| Pリングにかけろ1                           | 2025年3月  | ラッキートリガー搭載                                                       |
| P乗物娘 with CYBERJAPAN DANCERS 2nd season | 2025年5月  |                                                                            |
| デカスタ戦国無双                           | 2025年6月  | デカヘソ機                                                                 |

- 出典：パチンコ機種情報（パチンコビレッジ）／機種インデックス（P-WORLD）

## パチスロ・パロット機種

### 5号機
| 機種名                                          | 発売年月   | 備考                                     |
| ----------------------------------------------- | ---------- | ---------------------------------------- |
| 侍ジャイアンツ                                  | 2007年6月  | 初参入機                                 |
| ナチユリ                                        | 2007年7月  |                                          |
| 西部警察                                        | 2007年9月  |                                          |
| 美ら花                                          | 2008年4月  | パロット                                 |
| 特命係長 只野仁                                 | 2008年5月  |                                          |
| サムライチャンプルー                            | 2008年8月  |                                          |
| ナゴスロ金鯱だがね                              | 2008年10月 |                                          |
| 鬼火                                            | 2008年11月 |                                          |
| バトルアスリーテス大運動会                      | 2009年3月  |                                          |
| 天誅                                            | 2009年6月  |                                          |
| 侍ジャイアンツ2                                 | 2009年8月  |                                          |
| スモモチャン                                    | 2009年10月 | 完全告知機                               |
| 真田純勇士                                      | 2010年3月  |                                          |
| 戦国物語                                        | 2010年6月  |                                          |
| デルタトリガー                                  | 2010年9月  |                                          |
| エピソードドライブ                              | 2010年11月 |                                          |
| サムライチャンプルー極                          | 2011年2月  |                                          |
| センゴク回胴記                                  | 2011年7月  |                                          |
| パチスロ未来少年コナン                          | 2011年9月  |                                          |
| クロスバレット                                  | 2011年11月 |                                          |
| 天誅〜Deadly Blow〜                             | 2012年3月  | 新筐体「エキサイトエボリューション」採用 |
| 真田純勇士すぺしゃる                            | 2012年5月  |                                          |
| 兎-野性の闘牌-                                  | 2012年8月  |                                          |
| 戦国パチスロ 花の慶次〜天に愛されし漢〜         | 2012年11月 |                                          |
| 戦国パチスロ 信長の野望 天下創世                | 2013年4月  | ART機能の欠陥により自主回収              |
| パチスロ英雄伝説 空の軌跡 THE ANIMATION         | 2013年6月  |                                          |
| パチスロPROJECT ARMS                            | 2013年9月  |                                          |
| パチスロPersona4 The Slot                       | 2013年10月 |                                          |
| 戦国パチスロ 花の慶次〜これより我ら修羅に入る〜 | 2013年11月 |                                          |
| パチスロ湘南純愛組!                             | 2013年12月 |                                          |
| パチスログラップラー刃牙〜最大トーナメント編〜  | 2014年3月  |                                          |
| パチスロサムライチャンプルー 流転輪廻           | 2014年5月  |                                          |
| パチスロまじかる☆タルるートくん                 | 2014年7月  |                                          |
| パチスロ三國志                                  | 2014年10月 |                                          |
| 戦国パチスロ 花の慶次〜戦極めし傾奇者の宴〜     | 2015年11月 | EXCITEブランド                           |

### 5.5号機
| 機種名                               | 発売年月   | 備考           |
| ------------------------------------ | ---------- | -------------- |
| キュインハナチャン                   | 2016年1月  |                |
| 真田純勇士ラブストライク             | 2016年7月  | EXCITEブランド |
| パチスロ未来日記                     | 2016年9月  | EXCITEブランド |
| パチスロ貞子3D                       | 2016年10月 |                |
| パチスロニュースモモチャンEX         | 2016年12月 |                |
| パチスロZETMAN                       | 2017年1月  | EXCITEブランド |
| パチスロマジンガーZ 新たな魔神の力   | 2017年2月  | EXCITEブランド |
| パチスロ恵比寿マスカッツ             | 2017年4月  | EXCITEブランド |
| パチスロ信長の野望 -創造-            | 2017年6月  | EXCITEブランド |
| 戦国パチスロ花の慶次〜天を穿つ戦槍〜 | 2017年8月  | EXCITEブランド |

### 5.9号機
| 機種名                                       | 発売年月   | 備考           |
| -------------------------------------------- | ---------- | -------------- |
| パチスロ烈火の炎 Frame of Recca              | 2018年1月  |                |
| パチスロGirls Guns Groovy                    | 2018年4月  |                |
| パチスロダンガンロンパ                       | 2018年7月  |                |
| パチスロらんま1/2                            | 2018年11月 | EXCITEブランド |
| 戦国パチスロ花の慶次〜天を穿つ戦槍〜剛弓ver. | 2019年1月  |                |
| 戦国パチスロ義風堂々!!〜兼次と慶次〜         | 2019年4月  | EXCITEブランド |

### 6号機以降
| 機種名                         | 発売年月   | 備考                     |
| ------------------------------ | ---------- | ------------------------ |
| パチスロサラリーマン金太郎 MAX | 2019年11月 | EXCITEブランド           |
| パチスロハナペカ               | 2020年3月  |                          |
| パチスロ花の慶次 武威          | 2021年1月  | EXCITEブランド           |
| パチスロ這いよれ!ニャル子さん  | 2022年12月 | 6.5号機、EXCITEブランド  |
| Lベルセルク無双                | 2023年6月  | スマスロ、EXCITEブランド |
| L 009 RE:CYBORG                | 2023年9月  | スマスロ、EXCITE製       |
| L花の慶次～佐渡攻めの章        | 2023年12月 | スマスロ、EXCITE製       |
| Lうる星やつら                  | 2024年4月  | スマスロ、EXCITE製       |
| Lワンパンマン                  | 2024年8月  | スマスロ、EXCITE製       |
| Lゴジラ                        | 2025年4月  | スマスロ                 |

出典：パチスロ機種情報（パチンコビレッジ）

## ニューギンホールディングスのグループ企業
- ニューギン
- EXCITE
- ニューギン販売
- ニューギン・アドバンス
- シンセイ
- シンコー
- アイコー

## 政治献金
新井悠司代表取締役は選挙区選出の赤松広隆議員（現：立憲民主党）に年間100万円の議員献金を行っている。

## 番組スポンサー
2017年4月改編での提供番組はなし。

### 2016年度までの提供番組
- ニューギングループpresents 義風堂々!! ～音語り～（文化放送ほか。2015年4月～2016年3月）→ニューギングループpresents M･A･Oと鈴木（文化放送・東海ラジオ･ABCラジオ。2016年4月～2017年4月2日）
- 井澤・立花ノルカソルカ（超!A&G+、#1～#208まで番組提供。#209以降はノースポンサーで番組継続中。）

### 過去（2015年3月以前）
- しゃべくり007（日本テレビ系列）
- 中居正広の金曜日のスマたちへ（TBS系列）
- 『ぷっ』すま（テレビ朝日系列）
- なるほど!時的好奇心 知りタイム（フジテレビ系列）※ PT扱い
- キャイ～ンの、今宵も最高潮 大儀であった!（TBSラジオ）
- 今夜もドル箱（テレビ東京）
- 山中秀樹のあそびにマジメ（BSフジ）
- 原口あきまさの今がぱちドキッ!(TOKYO MX)

## ベスト傾奇ニスト
2014年に開始された、常識を超えた言動や行動で話題になった著名人を男女各1名表彰するコンテスト。「傾奇（かぶき）」は、戦国時代に流行した社会風潮の言葉「傾奇者（かぶきもの）」から引用し、「常識を越えた言動や行動」や「大きなチャレンジや決断で名を轟かせる」ことを指している。2017年の発表以後、実施されていない。

### 受賞者
- 2014年 - 坂上忍、遠野なぎこ
- 2015年 - 篠原信一、矢口真里
- 2016年 - ダチョウ倶楽部、熊切あさ美
- 2017年 - アキラ100%